# Хроники Нарнии

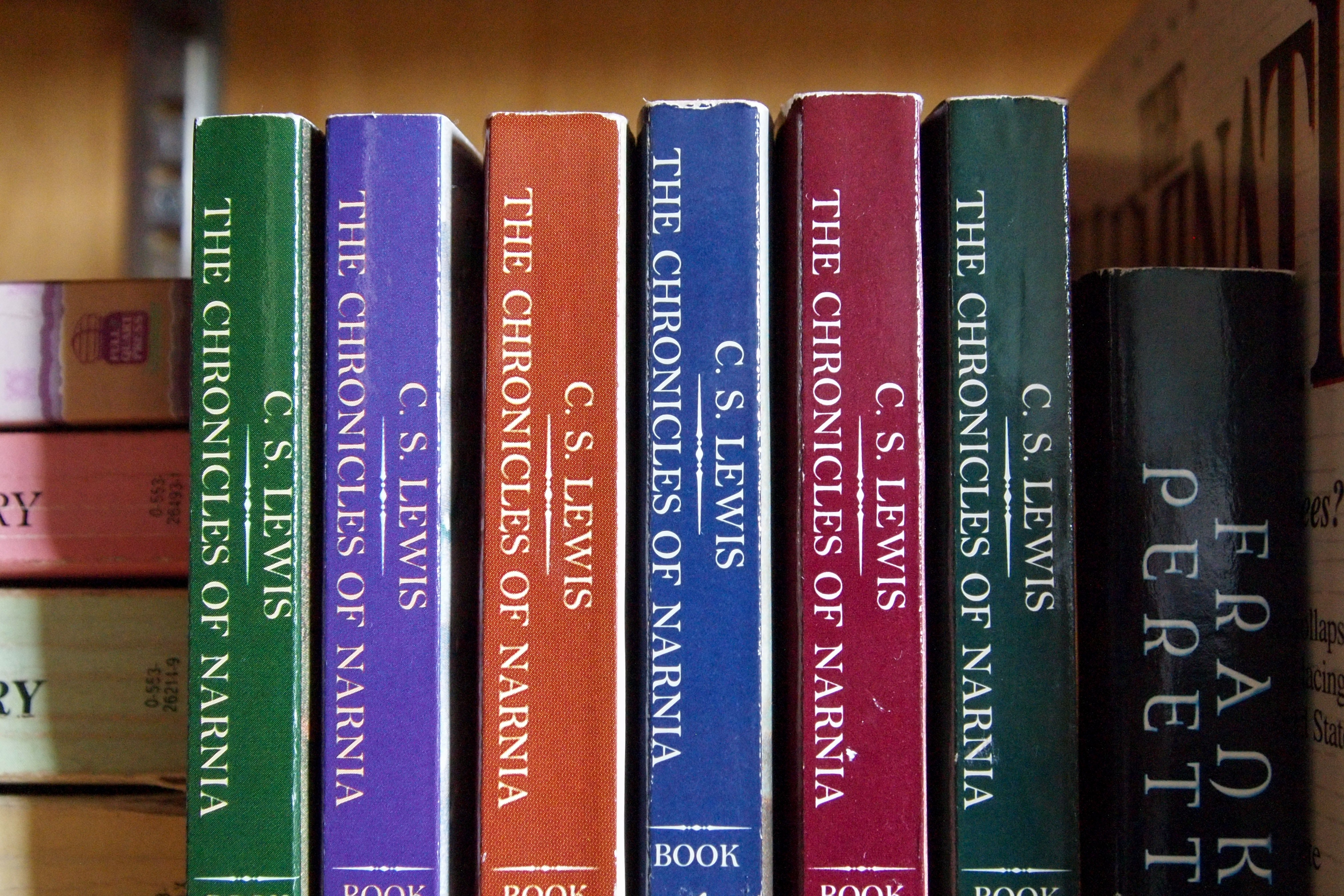

Хроники Нарнии (англ. The Chronicles of Narnia) — цикл из семи фэнтезийных повестей, написанных Клайвом Стэйплзом Льюисом. В них рассказывается о приключениях детей в волшебной стране под названием Нарния, где животные могут разговаривать, магия никого не удивляет, а добро борется со злом. «Хроники Нарнии» содержат много намёков на христианские идеи в доступном для юных читателей виде. В дополнение к христианским темам Льюис описывает персонажей, имеющих прообразы в греческой и римской мифологии и в традиционных британских и ирландских сказках, в том числе существуют явные мотивы, близкие к последним.
Серия пользуется огромной популярностью. К 2006 году было продано более 100 миллионов экземпляров книг на 41 языке, существуют театральные постановки, радиопостановки, экранизации и видеоигры.
Иллюстрацией оригинального цикла книг занималась Паулина Бейнс.

## Содержание книг

### Лев, Колдунья и Платяной шкаф(1950)
Книга Лев, Колдунья и Платяной Шкаф была закончена в 1949 году и опубликована в 1950. В ней рассказывается история о четырёх обычных детях (Питер, Сьюзен, Эдмунд и Люси). Они находят платяной шкаф в доме профессора Керка, который ведет в волшебную страну Нарнию, находящуюся под заклятьем злой Белой Колдуньи. Четверо детей выполняют древнее пророчество с помощью Аслана и добрых обитателей Нарнии, и освобождают Нарнию от Белой Колдуньи, вместе со свержением Белой Колдуньи в Нарнии кончается Долгая Зима, которая длилась целое столетие.

### Принц Каспиан(1951)
Законченная осенью 1949 года и опубликованная в 1951, книга Принц Каспиан рассказывает историю о втором путешествии детей Пэвенси в Нарнию, в котором они сталкиваются с событиями, когда Мираз, лорд-регент Нарнии и дядя наследного принца Каспиана, был причиной бегства наследника престола в леса и, узурпировав трон, объявил себя королём. Дети снова должны спасти Нарнию и помочь нарнийцам вернуть трон законному правителю Каспиану.

### Покоритель Зари, или Плавание на край света(1952)
Покоритель Зари, или Плавание на край света был закончен в 1950 году и опубликован в 1952. В третьей части Эдмунд и Люси Пэвенси, вместе с кузеном Юстэсом Вредом присоединяются к плаванию Каспиана, который хочет найти семерых лордов, изгнанных Миразом. На пути к стране Аслана они встречаются лицом к лицу с чудесами и опасностями великого Восточного Моря.

### Серебряное кресло(1953)
Книга Серебряное кресло была закончена в 1951 году и опубликована в 1953. В ней Юстас и его одноклассница Джил Поул, убегая от школьников, попадают в Нарнию. Аслан поручает найти сына Каспиана — принца Рилиана, который был похищен 10 лет назад. Юстас и Джил вместе с кваклем Хмуром отправляются на поиски принца в северные земли, населённые великанами.

### Конь и его мальчик(1954)
Законченная весной 1950 года и опубликованная в 1954, Конь и его мальчик — первая книга, которая не является прямым продолжением предыдущей. Время действия романа — период правления Пэвенси в Нарнии, период, который начинается и оканчивается в книге Лев, Колдунья и Платяной шкаф. История рассказывает о говорящем коне Игого (Бри) и маленьком мальчике по имени Шаста. Оба основных персонажа попали в рабство в Тархистане, стране на юге Нарнии. Случайно они встречаются и решают вернуться в Нарнию. Во время путешествия они обнаруживают, что тархистанцы собираются вторгнуться в Орландию, и решают приехать туда первыми и предупредить Короля Лума.

### Племянник чародея(1955)
Законченный зимой 1954 года и опубликованный в 1955, Племянник чародея является предысторией. Он возвращает читателя к рождению Нарнии, когда Аслан создал мир, и рассказывает, как зло впервые в него попало. Дигори Керк и его подружка Полли Пламмер попадают в другие миры в результате эксперимента дяди Дигори, встречают Джадис (Белую Колдунью) и становятся свидетелями создания Нарнии. В книге даются ответы на многие вопросы о Нарнии, которые могли возникнуть у читателя во время прочтения предыдущих книг.

### Последняя битва(1956)
Законченная весной 1953 и опубликованная в 1956 году, Последняя битва описывает конец мира Нарнии. Джил и Юстас возвращаются по зову последнего короля Нарнии, Тириана, чтобы спасти Нарнию от обезьяна Хитра, который одевает осла Лопуха в львиную шкуру и представляет остальным как Аслана, и начинает править от его имени и сотрудничать с тархистанцами, давними врагами Нарнии. Также Хитр объявляет что Таш и Аслан одно и то же, и называет Аслана Ташланом (Таш+Аслан). Ситуация выливается в битву между теми, кто верит в Аслана, и теми, кто на стороне самозванца…

## Порядок чтения
Первый американский издатель, Макмиллан и Ко, опубликовал книги в порядке их написания. Но когда цикл был переиздан Харпер Коллинз, книги были опубликованы в соответствии с внутренним хронологическим порядком, предложенным пасынком Клайва Льюиса, Дугласом Грешамом.
| Порядок написания                                     | Хронологический порядок                               |
| ----------------------------------------------------- | ----------------------------------------------------- |
| 1. Лев, Колдунья и Платяной шкаф (1950)               | 1. Племянник чародея (1955)                           |
| 2. Принц Каспиан: Возвращение в Нарнию (1951)         | 2. Лев, Колдунья и Платяной шкаф (1950)               |
| 3. Покоритель зари, или Плавание на край света (1952) | 3. Конь и его мальчик (1954)                          |
| 4. Серебряное кресло (1953)                           | 4. Принц Каспиан: Возвращение в Нарнию (1951)         |
| 5. Конь и его мальчик (1954)                          | 5. Покоритель зари, или Плавание на край света (1952) |
| 6. Племянник чародея (1955)                           | 6. Серебряное кресло (1953)                           |
| 7. Последняя битва (1956)                             | 7. Последняя битва (1956)                             |

Дуглас Грэшем цитирует ответ Льюиса на письмо от американского мальчика, написанное в 1957, который поспорил с матерью по поводу порядка чтения книг:

Думаю, что больше согласен с вашим порядком чтения книг (то есть хронологическим), чем с тем, о котором говорит ваша мать. Цикл не был запланирован наперёд, как думает она. Когда я написал «Льва», я не знал, что буду писать дальше. Когда написал в продолжение «Каспиана», то всё ещё не думал, что продолжу писать. Когда же написал «Покорителя», то был практически уверен, что он и будет последней книгой цикла. Но потом я понял, что неправ. Так что на самом деле не очень важно, в каком порядке читать книги. Я даже не знаю наверняка, в том ли порядке книги были опубликованы, в каком они были написаны.Оригинальный текст (англ.)I think I agree with your order [i.e. chronological] for reading the books more than with your mother’s. The series was not planned beforehand as she thinks. When I wrote The Lion I did not know I was going to write any more. Then I wrote P. Caspian as a sequel and still didn't think there would be any more, and when I had done The Voyage I felt quite sure it would be the last, but I found I was wrong. So perhaps it does not matter very much in which order anyone read them. I’m not even sure that all the others were written in the same order in which they were published.
Но распространено мнение, что предпочтителен первоначальный порядок, который сначала вводит основные термины вселенной Нарнии и позже объясняет их в приквелах. Например, история создания в «Племяннике чародея» становится менее понятна при смене порядка. В другом аргументе за чтение в порядке публикации утверждается, что «Принц Каспиан» имеет подзаголовок «Возвращение в Нарнию», а некоторые фрагменты текста книги «Лев, Колдунья и Платяной шкаф» подтверждают, что эти две книги должны идти последовательно:
«Дети знали о том, кем был Аслан, не больше, чем вы».
«Вот и закончились приключения в платяном шкафу. Но если Профессор всё-таки прав, то приключения в Нарнии только начинаются».
Другой аргумент, приводимый сторонниками первоначального порядка книг, — если цикл сначала прочитан в хронологическом порядке, читатель не сможет прочувствовать суть книг без знания приквелов. С другой стороны, хронологическим порядком можно порадовать себя даже после прочтения в первоначальном порядке. Также аргументом в пользу хронологического порядка можно считать официальное название цикла.
Русскоязычная версия издавалась в следующем порядке: «Лев, Колдунья и Платяной шкаф», «Племянник чародея», «Конь и его мальчик», «Принц Каспиан», «Покоритель зари», «Серебряный трон», «Последняя битва». Сюжетную линию изменили таким образом, что последующая книга описывает упомянутые в предыдущей явления или события. Например, из «Племянника чародея» становится понятно, какое отношение к Нарнии имеет профессор Керк из книги «Лев, Колдунья и Платяной шкаф».

## Географические влияния
По некоторым данным, Льюис основывал своё описание мира «Нарнии» на базе пейзажей гор Морн графства Даун, расположенного в его родной Северной Ирландии.
По другим данным, вымышленный мир и одноимённое королевство получили своё название в честь итальянского города Нарни (лат. Narnia) в Умбрии. Источником для заимствования могло послужить полемическое сочинение раннехристианского писателя Тертуллиана «Апология», или «К язычникам» (200 г. н. э.), где этот древний город упоминается в качестве центра культа языческого бога Визидиана Нарниенского.

## Христианские параллели
Существуют разные точки зрения, являются ли многочисленные христианские образы случайностью. Начиная с библейского обращения в начале романа: «дочери Евы», до воскресения льва Аслана, подобно воскресению Иисуса. Льюис комментирует приписывание христианства в «Других мирах»:

Некоторые люди, кажется, думают, что я начал с того, что спросил себя, как бы рассказать детям о христианстве; затем, использовав сказку как инструмент и опираясь на информацию о детской психологии решил, для какой возрастной группы буду писать; затем составил список основных христианских истин и выработал аллегории, чтобы описать их. Всё это — чистая фантазия. Я не смог бы так писать. Все начиналось с образов: фавн, несущий зонтик, королева на санях, великолепный лев. Изначально не планировалось ничего, связанного с христианством, этот элемент проявился как бы сам по себе.Оригинальный текст (англ.)Some people seem to think that I began by asking myself how I could say something about Christianity to children; then fixed on the fairy tale as an instrument, then collected information about child psychology and decided what age group I’d write for; then drew up a list of basic Christian truths and hammered out ‘allegories’ to embody them. This is all pure moonshine. I couldn’t write in that way. It all began with images; a faun carrying an umbrella, a queen on a sledge, a magnificent lion. At first there wasn’t anything Christian about them; that element pushed itself in of its own accord.
Льюис, как эксперт в области аллегорий, утверждал, что книги не были аллегориями, и предпочитал называть христианские аспекты в них «предположительными». Как в том, что мы называем альтернативной историей (фантастикой). Как он писал в письме госпоже Хук в декабре 1958:

Если бы Аслан представлял нематериальное божество так же, как Гигантское Отчаяние представляет отчаяние, то был бы аллегорическим персонажем. В действительности же он — изобретение, как бы дающее ответ на вопрос «Каким мог бы быть Христос, если бы существовал мир вроде Нарнии, и Он решил бы воплотиться, умереть и снова воскреснуть в этом мире, как Он поступил в нашем?» Это вовсе не аллегория.Оригинальный текст (англ.)If Aslan represented the immaterial Deity in the same way in which Giant Despair [a character in The Pilgrim's Progress] represents despair, he would be an allegorical figure. In reality, however, he is an invention giving an imaginary answer to the question, ‘What might Christ become like if there really were a world like Narnia, and He chose to be incarnate and die and rise again in that world as He actually has done in ours?’ This is not allegory at all.
Однако же, в письме к Патрисии (тринадцатилетняя читательница из Суррея, Англия) от 8 июня 1960, Льюис писал:

Дорогая Патрисия,
Все твои замечания в какой‑то мере верны. Однако я вовсе не пытаюсь «представить» реальную (христианскую) историю в символах. Я скорее говорю: «Вообразите, что существует мир, подобный Нарнии, и что Сын Божий (или Императора Страны‑за–морем) приходит его искупить, как пришел искупить наш. Что бы получилось?» Может быть, в конечном счете получается примерно то же, о чем ты думаешь, но все‑таки не совсем.
1. Создание Нарнии — это сотворение мира, но совсем не обязательно нашего.
2. Когда Джедис срывает яблоко, она, подобно Адаму, совершает грех ослушания, но для нее это не то же самое. К тому времени она уже пала, и пала глубоко.
3. Каменный стол действительно должен напоминать об одной из Моисеевых скрижалей.
4. Страдания и Воскресение Аслана — это Страдания и Воскресение Христа, какими они могли бы быть в том, другом мире. Они подобны тем, что Он претерпел в нашем, но не те же.
5. Эдмунд, подобно Иуде, гад и предатель, однако, в отличие от Иуды, он раскаялся и получил прощение (как, без сомнения, получил бы Иуда, если бы раскаялся).
6. Да. На самом краешке нарнийского мира Аслан начинает больше походить на Христа, каким мы знаем Его здесь. Отсюда — ягненок, т. е. Агнец. Отсюда — трапеза, как в конце Евангелия от Иоанна. Разве он не говорит: «После того как вы узнали меня здесь [в Нарнии], вам легче будет увидеть меня там [в нашем мире]»?
7. И, разумеется, Обезьян и Недотепа перед Страшным Судом (в «Последней битве») — это как приход Антихриста перед концом нашего мира.
Все ясно?
Очень рад, что книжки тебе понравились.
Искренне твой К. С. Льюис

А за месяц до смерти, 26 октября 1963 в письме к девочке-читательнице он пишет:

Дорогая Рут.
Большое спасибо за теплое письмо, мне очень приятно, что тебе понравились мои книжки. Замечательно, что ты уже здорово пишешь!
Если ты и дальше будешь любить Христа, ничего не сможет по–настоящему тебе повредить; надеюсь, так оно и будет. Я очень благодарен, что ты разгадала в нарнийских книжках «спрятанную историю». Удивительное дело, дети почти все ее видят, взрослые — практически никто.
Боюсь, что нарнийская серия пришла к концу, и, как мне ни жаль, ждать тебе больше нечего.
Благослови тебя Бог.
Искренне твой К. С. Льюис

С выходом фильма «Хроники Нарнии: Лев, Колдунья и Платяной шкаф» интерес к христианским параллелям, найденным в книгах, возобновился. Некоторые нашли их неудачными, отмечая, что их легко упустить, если вы не знакомы с основами христианства. Другие видят в «Хрониках Нарнии» превосходный инструмент для обращения в христианство.
В книге «Покоритель зари» очень много образов из ранних средневековых книг о фантастических путешествиях по морю, в частности из «Плавания святого Брендана». Вполне логично, что Льюис, живший в Ирландии, не мог не знать о путешествиях ирландского святого.

## Критика
Клайв Стейплз Льюис и цикл «Хроники Нарнии» неоднократно подвергались критике, по большей части другими авторами.

### Дискриминация женщин
Утверждения о гендерной дискриминации основываются на описании Сьюзен Пэвенси в «Последней битве». Льюис пишет, что Сьюзен перестала быть «другом Нарнии». Она «более не заинтересована ни в чём, кроме помады, чулок и любви».
Джоан Роулинг, автор цикла о Гарри Поттере, сказала:

Наступает момент, когда Сьюзен, которая стала взрослой девочкой, уже потеряна для Нарнии, потому что она заинтересовалась помадой. Она стала неверующей, потому что открыла для себя секс, и мне это совершенно не нравится.Оригинальный текст (англ.)There comes a point where Susan, who was the older girl, is lost to Narnia because she becomes interested in lipstick. She's become irreligious basically because she found sex. I have a big problem with that.
Филип Пулман, автор трилогии «Тёмные начала», предлагает другую интерпретацию:

Сьюзен, как Золушка, подвергается переходу от одной фазы жизни к другой. Льюис же не одобряет этого. То ли он не любил женщин вообще, то ли просто его отталкивала сексуальность, по крайней мере, в тот период, когда он писал книги о Нарнии. Он был испуган и потрясён идеей желания расти. […] Смерть лучше, чем жизнь; мальчики лучше, чем девочки; люди светлого цвета лучше, чем люди темного цвета, и так далее. Такой противной бессмыслицы в «Нарнии» хватает слишком, если внимательно приглядеться.Оригинальный текст (англ.)Susan, like Cinderella, is undergoing a transition from one phase of her life to another. Lewis didn't approve of that. He didn't like women in general, or sexuality at all, at least at the stage in his life when he wrote the Narnia books. He was frightened and appalled at the notion of wanting to grow up. […] Death is better than life; boys are better than girls; light-coloured people are better than dark-coloured people; and so on. There is no shortage of such nauseating drivel in Narnia, if you can face it.
Защитники Льюиса утверждают, что большая часть критики его произведений исходит от тех, кто не принимает христианство. Некоторые[кто?] полагают, что религиозный аспект книг Льюиса мешает действительно объективному анализу «Хроник Нарнии» как обычной детской книги. Поклонники Льюиса поддерживают его, утверждая, что совершенно бессмысленно писать детские книги, строго придерживаясь всех современных западных этических стандартов. Если литературные критики считают другие классические работы соответствующими современным социальным нормам, они не должны критиковать Льюиса. Апологеты Льюиса также ссылаются на положительные женские образы в его книгах, такие как Люси Пэвенси и Аравита, героини книг «Лев, Колдунья и Платяной шкаф» и «Конь и его мальчик» соответственно, а также на образ Джил Поул в «Серебряном кресле» и «Последней битве».

### Расизм
Хеншер и Пулман также обвинили «Хроники Нарнии» в разжигании расизма. Основанием послужило отрицательное представление других рас и религий, особенно тархистанцев, как врагов Аслана и Нарнии. Тархистанцы описаны Льюисом как маслянистые и темнокожие люди, которые носят тюрбаны, туфли с заострёнными носами и вооружены ятаганами. Это описание является аллегорическим сравнением с традиционным одеянием мусульман и сикхов. Тюрбаны носятся мусульманскими священнослужителями и большинством взрослых сикхских мужчин. Ятаганы созданы на Ближнем Востоке и ассоциируются с исламом. Тархистанцы поклоняются «ложному богу» — богине Таш, имеющей стереотипный образ Ваала, который требует злых дел и жертв от своих последователей. Тархистан Льюиса контекстуально и исторически похож на Османскую империю, поэтому Хеншер и Пулман считают, что тархистанцы изображены как сарацины, а нарнийцы — как средневековые крестоносцы. С другой стороны, напоминающие средневековых рыцарей люди-тельмарины действуют намного жёстче, обращаясь с нарнийцами как крестоносцы в Полабье и Прибалтике со славянами и балтами, и показаны не в лучших тонах.
Несмотря на то, что Льюис из Ирландии, очевидно, что он отчётливо британский автор, как и его современники Толкин, Чарльз Уильямс и другие. Поэтому его стиль может иметь привкус британской Викторианской эпохи, что может показаться старомодным или консервативным.

## Экранизации и радиопостановки

### Радио
- На радиостанции Санкт-Петербургской митрополии Радио «Град Петров» была выпущена радиопостановка всей серии книг «Хроники Нарнии» (читает Александр Крупинин).
- На радио Би-би-си и Focus on the Family (В фокусе семья) была выпущена радиопостановка по мотивам «Хроник».

### Телевидение
- В 1967 «Лев, колдунья и платяной шкаф» впервые была представлена на экранах 10-серийным мини-сериалом режиссера Хелен Стандж (Великобритания, компания Associated British Picture). Сериал считается почти полностью утерянным (сохранились только 1 и 8 серии).
- В 1979 «Лев, Колдунья и платяной шкаф» была выпущена в виде мультфильма. Эта работа была удостоена премии Эмми как «Выдающийся Мультипликационный Проект».
- «Хроники Нарнии» были экранизированы Би-би-си в телевизионном сериале «Хроники Нарнии» в 1988—1990. Были отсняты только «Лев, Колдунья и Платяной шкаф», «Принц Каспиан», «Покоритель зари, или Плавание на край света» и «Серебряное кресло». Остальное снято не было.
- Четыре части этого сериала были позже смонтированы в три полнометражных фильма (объединены фильмы Алекса Кирби «Принц Каспиан» и «Покоритель зари, или Плавание на край света») и выпущены на DVD.
- 3 октября 2018 года было объявлено, что Netflix приобрел права на экранизацию всего цикла произведений.[8]

### Кино

#### Фильм первый
«Хроники Нарнии: Лев, колдунья и волшебный шкаф» — киноверсия книги «Лев, Колдунья и Платяной шкаф», выполненная на киностудии «Валден Медиа» при содействии Уолта Диснея, вышла на экраны в декабре 2005. Руководитель проекта — Эндрю Адамсон. Сценарий — Энн Пикок. Съёмка фильма проходила в основном в Чехии и Новой Зеландии.

#### Фильм второй
«Хроники Нарнии: Принц Каспиан» — вышел в 2008 году. Вторым фильмом сделали «Принца Каспиана», поскольку в другом случае актёры успели бы вырасти. Ещё когда не было принято окончательное решение о съёмке второй части, продюсер Марк Джонсон сказал:

Я думаю, было бы дерзко утверждать, что мы собираемся делать другой фильм — но я, конечно, хотел бы, чтобы следующим был снят «Принц Каспиан», потому как эта вещь единственная, где присутствуют все четверо детей. И если мы не снимем сразу же, то не снимем никогда, так как дети станут слишком взрослыми для истории. Эта «хроника» происходит спустя один год после предыдущей, поэтому детям можно быть немного старше. 

#### Фильм третий
«Хроники Нарнии: Покоритель Зари» вышел в декабре 2010 года. У фильма меняется режиссёр, новым режиссёром становится Майкл Эптид. Эндрю Адамсон работает над фильмом, но как продюсер. Walt Disney перестаёт быть партнёром Walden Media, новым партнёром становится 20th Century Fox.

#### Фильм четвёртый
1 октября 2013 в сети появился анонс о начале работы над четвёртым фильмом. Предварительное название ленты «Хроники Нарнии: Серебряное Кресло» (The Chronicles of Narnia: The Silver Chair). В проекте планировалось участие C.S. Lewis Company, представленная наследниками создателя «Нарнии» писателя Клайва Стейплза Льюиса, и кинокомпания Марка Гордона совместно с eOne. Приобретение прав на экранизации компанией Netflix привело к отмене фильма.

## Влияние на другие работы
В комиксе «Песочный человек», придуманном английским писателем Нилом Гейманом, в главе «Игра в Тебя», рассказывается о похожем на Нарнию «острове мечты», к которому можно получить доступ с помощью Барби. 
Нил Гейман также написал рассказ-исследование «Хроник Нарнии» под названием «Проблема Сьюзен».